# Sadoga-shima
L'île de Sado (佐渡島, Sadoga-shima) est une île de la préfecture de Niigata, au Japon. C'est la plus grande île de la mer du Japon.

## Géographie

### Situation
L'île de Sado est située en mer du Japon, dans la préfecture de Niigata, au Japon. Depuis 2004, l'île est administrée par une seule collectivité territoriale : la ville de Sado.

### Topographie
Sado est la sixième île du Japon en superficie derrière les quatre îles principales et l'île d'Okinawa.

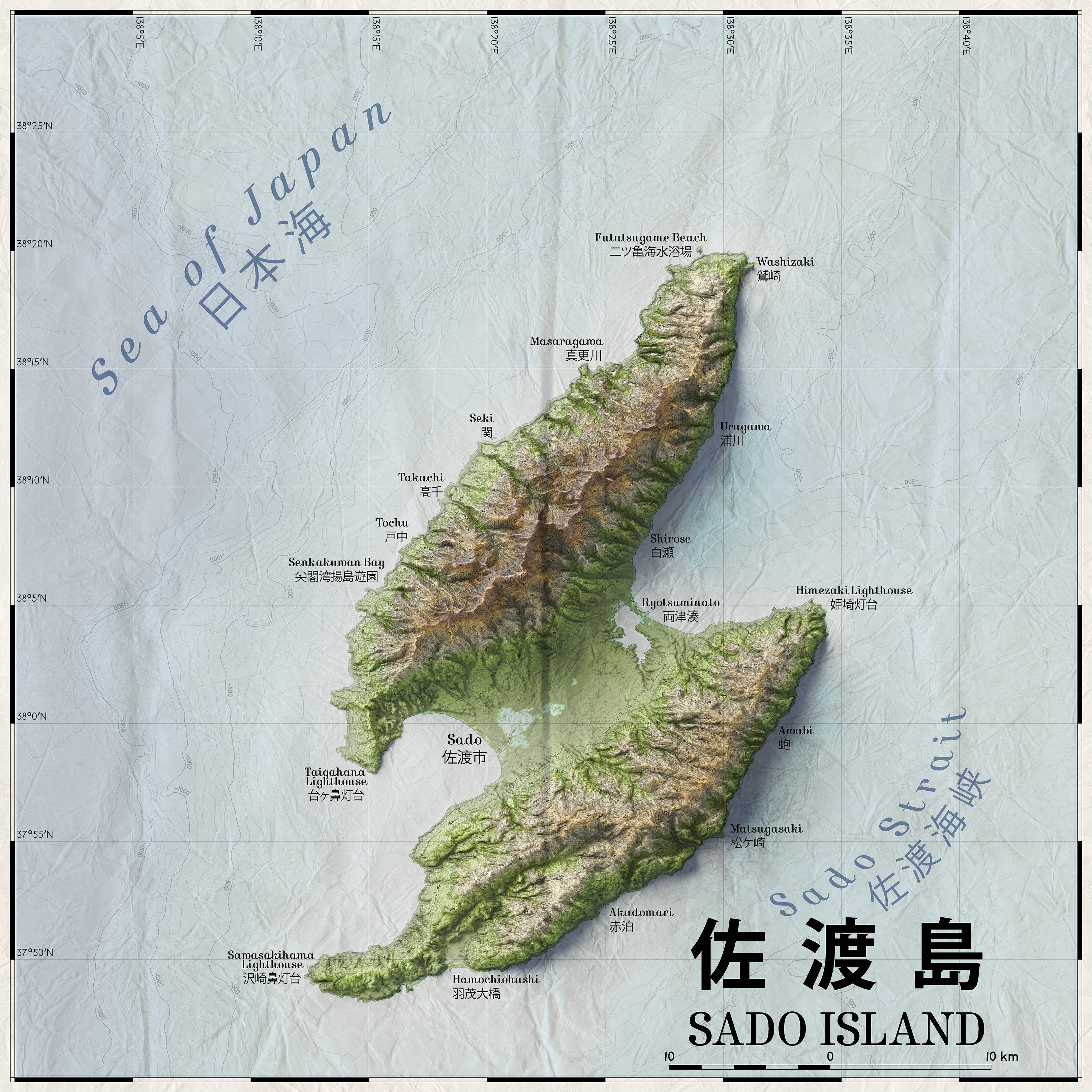
Carte topographique

L'île, de forme symétrique, est constituée de deux chaînes montagneuses orientées du sud-ouest au nord-est, délimitant une plaine centrale.
- La chaîne d'Ōsado (大佐渡) située au nord présente les altitudes plus élevées. On y trouve notamment le mont Kinpoku (金北山), point culminant de l'île, à 1 172 mètres au-dessus du niveau de la mer, mais aussi le mont Myōken et le mont Donden.
- La chaîne de Kosado (小佐渡) au sud de l'île fait face aux rivages de Honshu. Son point le plus élevé est le mont Ōji (大地山) culminant à 645 mètres.
- La plaine centrale appelée Kuninaka (国中) est la région la plus peuplée. Elle s'ouvre à l'est sur la baie de Ryōtsu (両津湾) et à l'ouest sur la baie de Mano (真野湾). C'est à l'ouest que le plus long fleuve de l'île, le Kokufugawa (国府川) rejoint la mer. Le lac Kamo (加茂湖) situé sur la partie est de Kuninaka, relié à la mer par un canal est un lac salé dans lequel est pratiquée l'ostréiculture.

### Climat
| Mois                                             | jan.      | fév.      | mars      | avril     | mai      | juin      | jui.      | août      | sep.      | oct.      | nov.      | déc.      | année     |
| ------------------------------------------------ | --------- | --------- | --------- | --------- | -------- | --------- | --------- | --------- | --------- | --------- | --------- | --------- | --------- |
| Température minimale moyenne (°C)                | 1,3       | 1         | 2,9       | 7,2       | 12       | 16,6      | 21,3      | 22,9      | 19,2      | 13,6      | 8,2       | 3,8       | 10,8      |
| Température moyenne (°C)                         | 4         | 4         | 6,5       | 11,1      | 15,9     | 19,8      | 24        | 26        | 22,5      | 17,2      | 11,8      | 6,8       | 14,1      |
| Température maximale moyenne (°C)                | 6,5       | 6,7       | 9,6       | 14,9      | 19,9     | 23,3      | 27,1      | 29,3      | 25,9      | 20,5      | 15        | 9,7       | 17,4      |
| Record de froid (°C) date du record              | −7,5 1915 | −7,4 1931 | −6,4 1971 | −2,1 1941 | 2,5 1947 | 7,6 1927  | 12,1 1967 | 14,6 1956 | 9,5 1940  | 4,4 1983  | −2,8 1970 | −6,6 1947 | −7,5 1915 |
| Record de chaleur (°C) date du record            | 17 1916   | 20,7 2004 | 22,3 2010 | 28 1998   | 30 2016  | 34,1 1936 | 37,4 2018 | 38,1 2019 | 37,4 2020 | 31,5 2018 | 26,3 1914 | 22,9 1929 | 38,1 2019 |
| Ensoleillement (h)                               | 46,2      | 69,2      | 133,1     | 177       | 200,7    | 178,4     | 161,2     | 207,8     | 157       | 147,5     | 95,8      | 50,6      | 1 625,8   |
| Précipitations (mm)                              | 131,1     | 91,6      | 96,6      | 94,5      | 97,3     | 122,5     | 207,3     | 137,5     | 139,9     | 133,1     | 154,8     | 175,7     | 1 572,5   |
| dont neige (cm)                                  | 28        | 25        | 4         | 0         | 0        | 0         | 0         | 0         | 0         | 0         | 0         | 9         | 67        |
| Nombre de jours avec précipitations              | 19,7      | 15,3      | 14        | 10,3      | 9,7      | 9         | 10,9      | 8,7       | 10,4      | 12,3      | 16,6      | 20,9      | 157,1     |
| dont nombre de jours avec précipitations ≥ 10 mm | 4,4       | 2,7       | 3,3       | 3,3       | 3,5      | 3,8       | 5,7       | 4         | 4,4       | 4,5       | 5,9       | 6,6       | 52,1      |
| Humidité relative (%)                            | 69        | 68        | 66        | 67        | 72       | 78        | 81        | 77        | 73        | 69        | 68        | 69        | 71        |
| Nombre de jours avec neige                       | 7,1       | 6,8       | 1,4       | 0         | 0        | 0         | 0         | 0         | 0         | 0         | 0         | 2,5       | 17,8      |

| Diagramme climatique                                  |          |            |             |            |               |               |               |               |               |            |             |
| J                                                     | F        | M          | A           | M          | J             | J             | A             | S             | O             | N          | D           |
| 6,51,3131,1                                           | 6,7191,6 | 9,62,996,6 | 14,97,294,5 | 19,91297,3 | 23,316,6122,5 | 27,121,3207,3 | 29,322,9137,5 | 25,919,2139,9 | 20,513,6133,1 | 158,2154,8 | 9,73,8175,7 |
| Moyennes : • Temp. maxi et mini °C • Précipitation mm |          |            |             |            |               |               |               |               |               |            |             |

## Histoire
Les poteries retrouvées près d'Ogi dans le sud de l'île montrent que Sado est habitée depuis la période Jōmon.
Le Nihon Shoki mentionne que le peuple Mishihase est arrivé sur Sado durant le règne de l'empereur Kinmei (VIe siècle) bien que l'on ne sache pas si l'île a été effectivement habitée par un peuple toungouse.
L'île constituait une province du Japon, indépendante de la province d'Echigo : la province de Sado. Celle-ci était divisée en trois gun : Sawata, Hamochi et Kamo. En 1185, à l'avènement de la période Kamakura, le shugo Osaragi désigna Honma Yoshihisa comme son shugodai pour la province. Le clan Honma gouverna Sado jusqu'à ce que Uesugi Kagekatsu prenne possession de l'île en 1589. Après la défaite du clan Uesugi à la bataille de Sekigahara et la découverte d'or sur l'île, le shogunat Tokugawa prît le contrôle direct de Sado.
Pendant l'ère Meiji, l'île a été de 1871 à 1876 une préfecture japonaise indépendante, appelée préfecture d'Aikawa avant d'être rattachée à la préfecture de Niigata dont elle fait toujours partie aujourd'hui.

### Exilés célèbres
L'île de Sado fut longtemps appelée « l'île maudite » car c'est là que furent exilés un certain nombre de personnes tombées en disgrâce. Le premier exilé connu, le poète Hozumi no Asomi Oyu (穂積朝臣老), fut envoyé sur l'île de Sado 722 pour avoir critiqué l'empereur.
L'empereur Juntoku fut lui aussi envoyé à Sado du fait de son rôle dans la révolte de Jōkyū en 1221. Il vécut sur l'île pendant vingt ans, et c'est là qu'il mourut. À cause de cet épisode, il fut connu de manière posthume sous le nom de Sado-no-in (佐渡院). Il est enterré au mausolée de Mano Goryo sur la côte ouest.
Le moine bouddhiste Nichiren a aussi été exilé à Sado, près de l'actuel village de Niibo dans la plaine de Kuninaka. Il y vécut de 1271 à 1274. Au XVIIe siècle, on construisit le temple Konpon-ji à l'endroit où il avait vécu. Mais à la fin de son exil, Nichiren demeurait à l'emplacement de l'actuel temple Myosho-ji, et il avait l'habitude de méditer à l'endroit de l'actuel temple Jisso-ji.
Autre exilé célèbre, l'acteur et dramaturge Zeami Motokiyo, considéré comme le père du théâtre nō. Il y fut conduit en 1434, à la suite d'une disgrâce à la cour.
Le dernier bannissement à Sado a eu lieu en l'an 1700, près d'un millénaire après le premier[réf. souhaitée].
L'exil forcé de ces lettrés, en particulier celui de Zeami, a favorisé un fort développement de l'art théâtral sur l'île. Depuis près de cinq siècles, une trentaine de théâtres proposent des représentations de nō, théâtre traditionnel joué avec des masques, et des spectacles de marionnettes (« bunya ningyo ») .

### Mines d'or
Sado a connu une croissance économique soudaine pendant l'époque d'Edo après que de l'or fut découvert en 1601 à Aikawa (相川). Cet or a constitué une source majeure de revenus pour le shogunat Tokugawa. L'île devint ainsi « l'Eldorado » japonais, et ses mines d’or produisirent jusqu’à 400 kg par an, la plus grosse production mondiale de l'époque. Des centaines de tonnes d'or furent ainsi extraites au cours des trois siècles qui suivirent l'ouverture des mines.
Le travail dans les mines se faisait dans des conditions extrêmement difficiles et l'espérance de vie était courte. Au XVIIIe siècle, une pénurie de main d'œuvre conduisit à une seconde vague d'exils condamnations à l'exil sur l'île. Cette fois, il ne s'agissait plus pour le Shogunat d'y envoyer des opposants ou des criminels, mais des sans-abris (dont le nombre augmentait dans les villes japonaises à cette époque). La mine a fermé en 1989.
En janvier 2022, les autorités japonaises demandent à l’Unesco d'inscrire le site minier au Patrimoine mondial. Cette démarche a provoqué un incident diplomatique avec la Corée du Sud, deux mille Coréens ayant été forcés d'y travailler au cours de la Seconde Guerre mondiale, alors que la Corée était occupée par le Japon.
À noter aussi que l'île atteignit rapidement[Quand ?] une population d'environ 100 000 habitants, et qu'elle avait[Quand ?] également une position sur la route maritime de Nishimawari reliant le Kansai et le nord de l'archipel, et Ogi devint un point de passage majeur du trajet.

## Économie
L'île de Sado voit sa population décliner depuis 1950, date à laquelle la population était de 125 597 habitants. Des tendances similaires ont été observées dans d'autres régions isolées du Japon. En effet, depuis la Seconde Guerre mondiale, les jeunes générations tendent à se déplacer dans des régions plus urbaines. Et ce d'autant plus qu'il n'existe pas d'université à Sado. En octobre 2008, 36,3 % de la population était âgée de plus de 65 ans, soit une proportion supérieure à la moyenne nationale. La tranche d'âge des plus de 65 ans est d'ailleurs la seule tranche démographique en augmentation sur l'île.
De nos jours l'île est même moins peuplée qu'elle ne l'était au XVIIIe ou au XIXe siècle.
L'agriculture et la pêche sont les deux principales sources de revenu pour Sado. En 2000, 22,3 % de la population active était employée dans le secteur primaire et 25 % dans le secteur secondaire. Les activités liées à la pêche sont principalement basées à Ryotsu et Aikawa.
Une petite installation militaire est installée en 1948 par les forces américaines au Japon. Elle est transférée à la Force aérienne d'autodéfense japonaise en 1960. Cette sous-base sert de station radar et déploie depuis juillet 2010 un radar tridimensionnel à balayage électronique J/FPS-5.

### Tourisme
Sado est une destination touristique majeure de la préfecture de Niigata. Son passé historique et les nombreuses activités en plein air qu'elle permet sont ses principaux atouts.
Sado est également connue comme le principal lieu de ponte de l'ibis nippon, oiseau qui est un des symboles majeurs de l'île. Le dernier individu né au Japon est mort en captivité en 2003 sur l'île. Actuellement, des oiseaux issus de la Chine sont élevés en captivité dans la région de Niibo et un programme de réintroduction a débuté depuis 2008. Des nichées sauvages sont observées sur l'île depuis 2012.
De nombreux petits festivals locaux ont lieu sur l'île. Depuis 1988, un festival annuel appelé la « célébration de la terre » a été lancé par le groupe de tambour japonais Kodō. Par ailleurs, les meilleures troupes de nô se produisent durant l'été dans les sanctuaires et les temples de l'île.
Le tourisme a explosé au début des années 1990, avec alors 1,2 million de visiteurs annuels, nombre qui est tombé à 650 000 visiteurs annuels au milieu des années 2000. Le secteur du tourisme a souffert de façon indirecte des dommages du séisme de 2004 de Chūetsu à la suite duquel les routes d'accès au sein de la préfecture de Niigata avaient été coupées.

## Dans la culture populaire

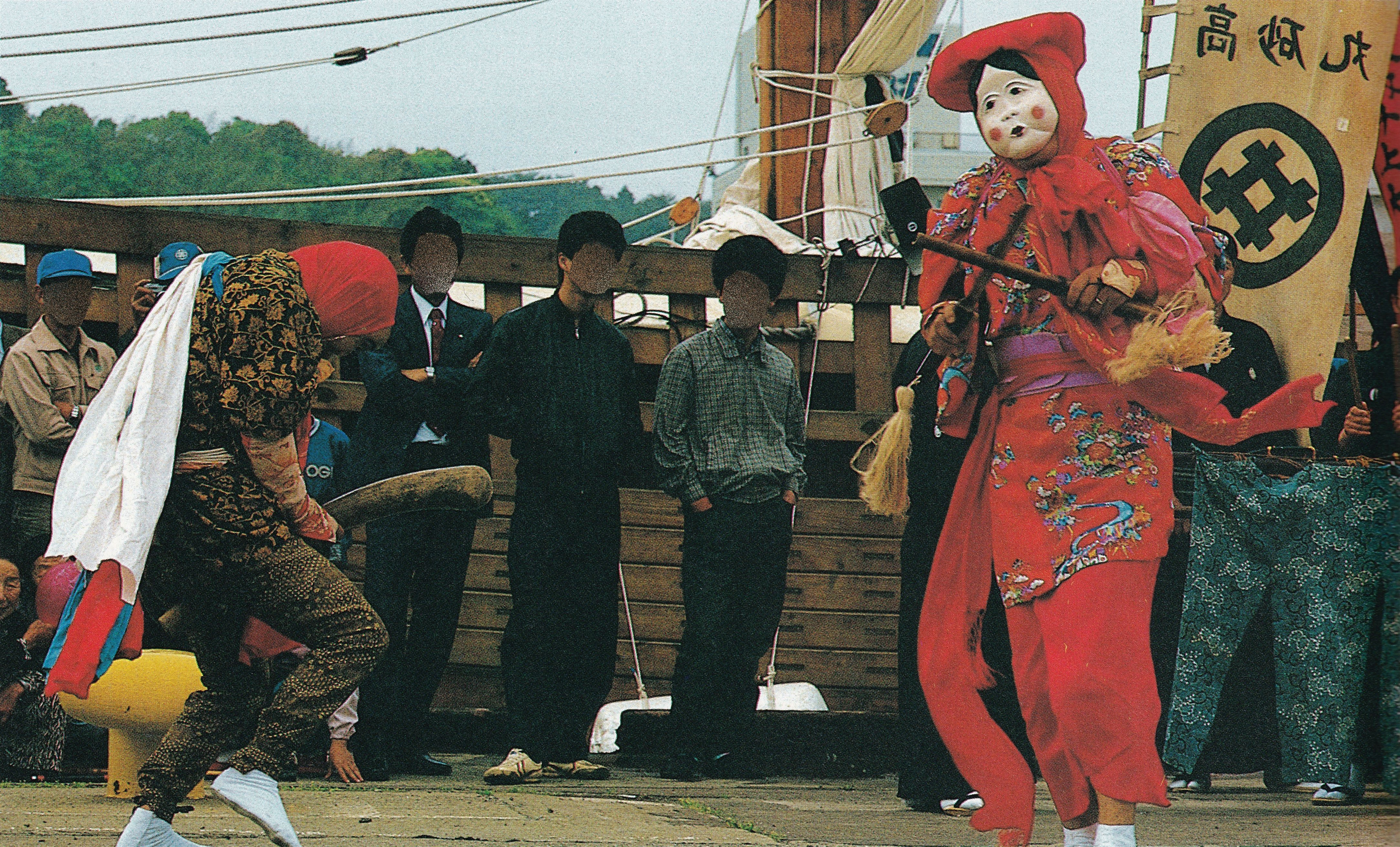
Danse lors de l'arrivée sur l'île du Shin-Etsu-Maru (nom du navire de (1769-1827), reconstruit en 1985).

### Bande dessinée et manga
- Le Vent des dieux (Adamov et Cothias puis Gioux) : les huit premiers tomes se déroulent au XIIIe siècle principalement sur l'île de Sado.